# I Stand Alone
I Stand Alone – utwór amerykańskiego zespołu muzycznego Godsmack, stworzony na potrzeby ścieżki dźwiękowej mającego premierę w kwietniu 2002 roku filmu Król Skorpion. Ścieżkę dźwiękową filmu wydano na CD pod tytułem The Scorpion King: Music from and Inspired by the Motion Picture jeszcze przed jego premierą, 26 marca 2002 roku, natomiast sam utwór „I Stand Alone” doczekał się wydania jako singel CD 25 czerwca 2002 roku z trzema wcześniejszymi utworami Godsmacka na płycie (w Europie oraz w Australazji) i pojedynczo w wersji promo (w Stanach Zjednoczonych). Oprócz tego utwór został także zamieszczony na wydanym 8 kwietnia 2003 roku trzecim albumie studyjnym zespołu, Faceless.

## Geneza i realizacja
W 2002 roku Sully Erna, wokalista i lider zespołu Godsmack, został poproszony o napisanie i wykonanie utworu do ścieżki dźwiękowej filmu Król Skorpion. Historię stworzenia utworu, a także udziału w realizacji reszty ścieżki dźwiękowej filmu w wywiadzie dla magazynu Entertainment Weekly Erna przedstawił następująco: 

Miałem trochę czasu, zanim zaczęliśmy pisać nowy album. Okazało się, że reżyser Króla Skorpiona Chuck Russell był fanem Godsmacka i chciał wykorzystać w filmie naszą piosenkę „Voodoo”. Ponieważ piosenka była trochę przestarzała, chciał, żebym ją przerobił, jednak ja nie byłem na to gotowy. Zamiast tego wysłałem nową muzykę, którą napisałem, „I Stand Alone”. Kiedy już zaczęliśmy razem pracować, trochę na mnie nacisnął, żebym pomógł mu znaleźć kilka najlepszych, dobrze się zapowiadających zespołów.

## Muzyka i tekst
Utwór zaczyna się od szarpiącego się beatu i riffu gitarowego, który zmienia się między niskim, dudniącym brzęczeniem, a niepokojącym ciągiem nut znacznie wyżej na podstrunnicy. Następnie, w zwrotce, piosenka zamyka się w chrupiącym riffie perkusyjnym przypominającym Metallicę, zanim wróci do niepokojącego otwierającego pasażu, w którym Sully Erna wykrzykuje tytuł piosenki i wersy: „I’m not afraid of fading”/„Feeling your sting down inside of me”/„I’m not dying for it”. W środkowej części utworu muzyka staje się pełzająca i nastrojowa, a wokalista w jękliwy sposób śpiewa: „It’s my time to dream”/„Dream of the skies”/„Make me believe that this place isn’t made by the poison in me”/„Help me decide if my fire will burn out before you can breathe”.

Podczas udzielonego na planie powstającego teledysku do „I Stand Alone” wywiadu dla MTV News Sully Erna tak wyjaśnił znaczenie tekstu utworu: 

Piosenka została napisana o głównej postaci z filmu, Królu Skorpionie. Ukazuje go jako będącego wielkim, męskim twardzielem, ale mającego w sobie ukrytą wrażliwą stronę. Czuje się odizolowany i lubi robić różne rzeczy sam, ponieważ został zraniony w przeszłości lub coś w tym stylu. Naprawdę nie wiem, dlaczego jest taki, jaki jest. Przypuszczam, że zawsze jest jakaś tajemnica wokół tych ludzi, którzy są naprawdę twardzi, ale może wewnątrz siebie czują się trochę samotni. Więc tekst jest w pewnym sensie oparty na jego charakterze – jest tak męski, jak to tylko możliwe, ale jednak odizolowany i samotniczy.

## Odbiór
W 2003 roku „I Stand Alone” był nominowany do nagrody Grammy w kategoriach Best Rock Song i Best Hard Rock Performance, jednak w pierwszej z nich przegrał z utworem „The Rising” Bruce’a Springsteena, zaś w drugiej z utworem „All My Life” zespołu Foo Fighters.

## Teledysk
Teledysk do utworu powstał w 2002 roku, a za jego reżyserię odpowiadali Colin Strause i Greg Strause. W teledysku występuje Dwayne Johnson, odtwórca głównej roli w filmie Król Skorpion.

## Inne wykorzystanie utworu
Oprócz Króla Skorpiona „I Stand Alone” pojawił się także na ścieżkach dźwiękowych filmów Powrót żywych trupów 4 (2005), Forecast (2008) i Mocne uderzenie (2012). „I Stand Alone” trafił również na ścieżkę dźwiękową wydanej w 2004 roku gry komputerowej Prince of Persia: Dusza wojownika, w której był odtwarzany za każdym razem, gdy pojawiał się Dahaka.

## Lista utworów
Opracowano na podstawie materiału źródłowego.
Wydanie CD europejskie 2002 (UMG/Universal/Republic 015 810-2) i CD australazyjskie 2002 (UMG/Universal/Republic 015 810-2)
| Nr | Tytuł utworu    | Autorzy                    | Długość |
| -- | --------------- | -------------------------- | ------- |
| 1. | „I Stand Alone” | Sully Erna                 | 4:05    |
| 2. | „Bad Religion”  | Sully Erna, Tommy Stewart  | 3:13    |
| 3. | „Sick of Life”  | Sully Erna                 | 3:52    |
| 4. | „Vampires”      | Sully Erna, Robbie Merrill | 3:45    |
|    |                 |                            | 14:55   |

Wydanie CD amerykańskie 2002 promo (Universal UNIR 20706-2)
| Nr | Tytuł utworu    | Długość |
| -- | --------------- | ------- |
| 1. | „I Stand Alone” | 3:52    |
|    |                 | 3:52    |

## Notowania na listach przebojów
Notowania tygodniowe
| Lista (2002)                                           | Pozycja |
| ------------------------------------------------------ | ------- |
| Australia (ARIA)                                       | 90      |
| Holandia (Album Top 100)                               | 70      |
| Niemcy (Offizielle Top 100)                            | 96      |
| Stany Zjednoczone (Bubbling Under Hot 100 (Billboard)) | 2       |
| Stany Zjednoczone (Mainstream Rock (Billboard))        | 1       |
| Stany Zjednoczone (Modern Rock Tracks (Billboard))     | 20      |

## Certyfikaty
| Region                            | Certyfikat |
| --------------------------------- | ---------- |
| Nowa Zelandia (Recorded Music NZ) | złoto      |
| Stany Zjednoczone (RIAA)          | złoto      |